# 鹿児島市立向陽小学校
鹿児島市立向陽小学校（かごしましりつこうようしょうがっこう）は、鹿児島県鹿児島市向陽一丁目にある市立小学校。

## 概要
本校は、1981年（昭和56年）7月に建設された八州ハイツにより、児童数増加など発展状況に対応する必要に迫られた事により、1983年（昭和58年）に鹿児島市立宇宿小学校及び鹿児島市立広木小学校より校区の一部が分割され開校した。
鹿児島市の中部にある小学校であり、田上町の西端部に位置していた向陽台の北部に所在しているが、住居表示実施により、向陽台等の部分は田上町から分離し向陽小学校の所在地は向陽一丁目に変更となった。
2010年現在で1学年あたり2学級から3学級から構成されており、全校児童数は357名が在籍している。

## 沿革
この節の出典
- 1982年（昭和57年）5月22日 - 校舎第一期工事着工。
- 1983年（昭和58年）
  - 4月1日 - 校舎第一期工事完成。
  - 4月6日 - 鹿児島市立宇宿小学校及び鹿児島市立広木小学校から分離し開校[4]。同日、開校式挙行。開校時点の学級数12、児童数452名。
  - 9月17日 - 校章制定。
  - 9月19日 - プール開設式挙行。
  - 9月28日 - 標準服決定。
- 1984年（昭和59年）
  - 2月7日 - 体育館落成式挙行。
  - 3月7日 - 校歌制定。
  - 3月22日 - 第1回卒業式挙行。最初の卒業生は70名。
- 1991年（平成3年）11月22日 - シンボルツリー（けやき）を植樹。
- 1992年（平成4年）10月31日 - 創立10周年記念式典挙行。記念碑除幕。
- 2002年（平成14年）11月8日 - 創立20周年記念式典（向陽の成人式）挙行。
- 2010年（平成22年）3月19日 - 新校舎が完成。
- 2012年（平成24年）11月22日 - 創立30周年記念式典挙行。
- 2014年（平成26年）3月8日 - 普通教室にエアコン設置。
- 2015年（平成27年）3月26日 - 向陽第2児童クラブ舎が完成。
- 2016年（平成28年）4月11日 - さくら学級開級。
- 2017年（平成29年）3月23日 - 仮設校舎が完成。
- 2018年（平成30年）3月14日 - 向陽第3・4児童クラブ舎が完成。
- 2019年（平成31年）4月11日 - 向陽ふるさと学習開始。
- 2022年（令和4年）
  - 3月11日 - 新体育館が完成（大規模改修工事）。
  - 11月12日 - 創立40周年記念式典挙行[5]。

## 通学区域と進学先中学校
出典

### 通学区域
- 向陽1丁目（全域）
- 向陽2丁目（全域）
- 宇宿6丁目（5番(1～13号、25～27号)、16番(1～13号)、17～47番）
- 宇宿7丁目（9～15番地、17～25番地）
- 宇宿8丁目（16番(4～6号、20～21号)、17番(1～6号)、18番(15～32号)）
- 宇宿9丁目（全域）
- 田上町（4129～4140番地、4142～4162番地、4171番地、4174～4273番地、4279～4419番地、4424～4484番地、4488～4502番地、4505～4717番地、4719番地、4721～4741番地、4743～4899番地、4901～5054番地、5056～5106番地、5108～5603番地、5606番地の一部）

### 進学先中学校
- 鹿児島市立西紫原中学校 - 向陽1丁目（1～4番、5番(1～3号)、8番(11～16号)、10～12番）、向陽2丁目、宇宿6丁目、宇宿7丁目、宇宿9丁目から通う児童の主な進学先
- 鹿児島市立紫原中学校 - 上記西紫原中学校通学区域を除く地域から通う児童の主な進学先

## アクセス
- 鹿児島市営バス「17系統」宇宿線で、「向陽小学校前」停留所下車。